# 아스트리스
그리스 신화에서 아스트리스 (또는 아스테리아)는 헬리오스와 오케아니스 클리메니 또는 오케아니스 키토의 딸, 헬리아데스 중 하나이다. 그녀는 강의 신 히다스페스 (현대의 젤룸강)와 결혼하여, 인도의 왕 데리아데스의 어머니가 되었다.

## 같이 보기
- 헬리아데스
- 헬리아다이
- 파에톤